# Heather Sutherland
Heather Amanda Sutherland (nacida en 1943) es una historiadora australiana y antigua profesora de la Universidad Libre de Ámsterdam, Países Bajos. Se especializó en la historia de Indonesia y también investigó la de otros países del Sudeste Asiático. Es la pareja sentimental desde hace mucho tiempo de la actriz británico-australiana  Miriam Margolyes.

## Biografía
Sutherland nació en 1943. Cursó estudios asiáticos en la Universidad Nacional Australiana de Canberra, obteniendo una maestría en 1967. Su tesis doctoral versó sobre los intelectuales literarios de Batavia, capital de las Indias Orientales Neerlandesas. Su investigación sobre la historia neerlandesa y su visita a los Países Bajos la inspiraron a trabajar allí durante la mayor parte de su carrera posterior. En 1970, comenzó su carrera académica como profesora de historia en la Universidad de Malaya en Kuala Lumpur, Malasia.
Al conocer su interés por la investigación, Lance Castles, de la Universidad de Melbourne, que se había matriculado recientemente en un doctorado bajo la supervisión de Harry J. Benda en la Universidad de Yale, pidió a su supervisor que invitara a Sutherland a unirse a su equipo. Bajo la dirección de Benda, Sutherland obtuvo su doctorado en 1973 con la tesis titulada "Pangreh Pradja: El cuerpo administrativo indígena de Java y su papel en las últimas décadas del dominio colonial holandés". Continuó enseñando en la Universidad de Malaya durante un año.
En 1974, Sutherland se incorporó al cuerpo docente del Departamento de Antropología Cultural y Sociología No Occidental de la Universidad Libre de Ámsterdam como «lectora» (equivalente a profesora asociada). Fue nombrada oficialmente profesora el 22 de octubre de 1976, cuando pronunció su conferencia inaugural.
Sutherland conoció a Miriam Margolyes en 1967 y desde entonces son pareja. Sin embargo, no viven juntas y pasan períodos esporádicos en Londres, la Toscana y Australia. Margolyes describió a Sutherland como una persona «introvertida» y el secreto de su duradera relación como «no vivir juntas».

## Publicaciones

### Artículos de investigación clave
- Sutherland, Heather (1968). «Pudjangga Baru: Aspects of Indonesian Intellectual Life in the 1930s». Indonesia 6 (6): 106-127. doi:10.2307/3350714.
- Sutherland, Heather (1973). «Notes on Java's Regent Families: Part I». Indonesia 16 (16): 112-147. doi:10.2307/3350649.
- Sutherland, Heather (1974). «Notes on Java's Regent Families: Part II». Indonesia 17 (17): 1-43. doi:10.2307/3350770.
- Sutherland, Heather (1975). «The Priyayi». Indonesia 19 (19): 57-77. doi:10.2307/3350702.
- Sutherland, Heather (1994). «Writing Indonesian history in the Netherlands: Rethinking the past». Bijdragen tot de Taal-, Land- en Volkenkunde 150 (4): 785-804. doi:10.1163/22134379-90003071.
- Sutherland, Heather (1995). «Believing Is Seeing: Perspectives on Political Power and Economic Activity in the Malay World 1700–1940». Journal of Southeast Asian Studies 26 (1): 133-146. doi:10.1017/S0022463400010535.
- Sutherland, Heather (2000). «Trepang and wangkang: The China trade of eighteenth-century Makassar c. 1720s-1840s». Bijdragen tot de Taal-, Land- en Volkenkunde 156 (3): 451-472. doi:10.1163/22134379-90003835.
- Sutherland, Heather (2001). «The Makassar Malays: Adaptation and Identity, c. 1660-1790». Journal of Southeast Asian Studies 32 (3): 397-421. doi:10.1017/S0022463401000224.
- Sutherland, Heather (2003). «Southeast Asian History and the Mediterranean Analogy». Journal of Southeast Asian Studies 34 (1): 1-20. doi:10.1017/S0022463403000018.
- Sutherland, Heather (2004). «The Sulu Zone Revisited». Journal of Southeast Asian Studies (en inglés) 35 (1): 133-157. doi:10.1017/S0022463404000074.
- Sutherland, Heather (2007). «The Problematic Authority of (World) History». Journal of World History 18 (4): 491-522. doi:10.1353/jwh.2008.0004.
- Sutherland, Heather (2009). «Treacherous Translators and Improvident Paupers: Perception and Practice in Dutch Makassar, Eighteenth and Nineteenth Centuries». Journal of the Economic and Social History of the Orient (en inglés) 53 (1–2): 319-356. doi:10.1163/002249910X12573963244566.
- Sutherland, Heather (2011). «Whose Makassar? Claiming Space in a Segmented City». Comparative Studies in Society and History 53 (4): 791-826. doi:10.1017/S0010417511000417.

### Libros
- The Making of a Bureaucratic Elite: The Colonial Transformation of the Javanese Priyayi (en inglés). Asian Studies Association of Australia. 1979. ISBN 978-0-7081-1814-6.
- Schulte Nordholt, H. G. C.; Raben, R., eds. (2005). «Contingent Devices». Locating Southeast Asia Geographies of Knowledge and Politics of Space. Leiden: Brill. pp. 20-59. ISBN 9789004434882. doi:10.1163/9789004434882_003.
- Boomgaard, Peter, ed. (2007). «Geography as destiny?: The role of water in Southeast Asian history». A World of Water: Rain, Rivers and Seas in Southeast Asian Histories (en inglés). Brill. pp. 25-70. ISBN 978-90-04-25401-5. doi:10.1163/9789004254015_003.
- Henley, D.; Boomgaard, P., eds. (2009). «5. Money in Makassar: Credit and Debt in an Eighteenth-Century VOC Settlement». Credit and Debt in Indonesia, 860-1930. pp. 102-123. ISBN 9789812308474. doi:10.1355/9789812308474-007.
- Monsoon Traders: Ships, Skippers and Commodities in Eighteenth-Century Makassar. Brill. 2021. ISBN 978-90-04-48691-1. (with Gerrit Knaap)
- Seaways and Gatekeepers: Trade and State in the Eastern Archipelagos of Southeast Asia, C.1600-c.1906 (en inglés). NUS Press. 2021. ISBN 978-981-325-122-9.